# Constantia (Emden)

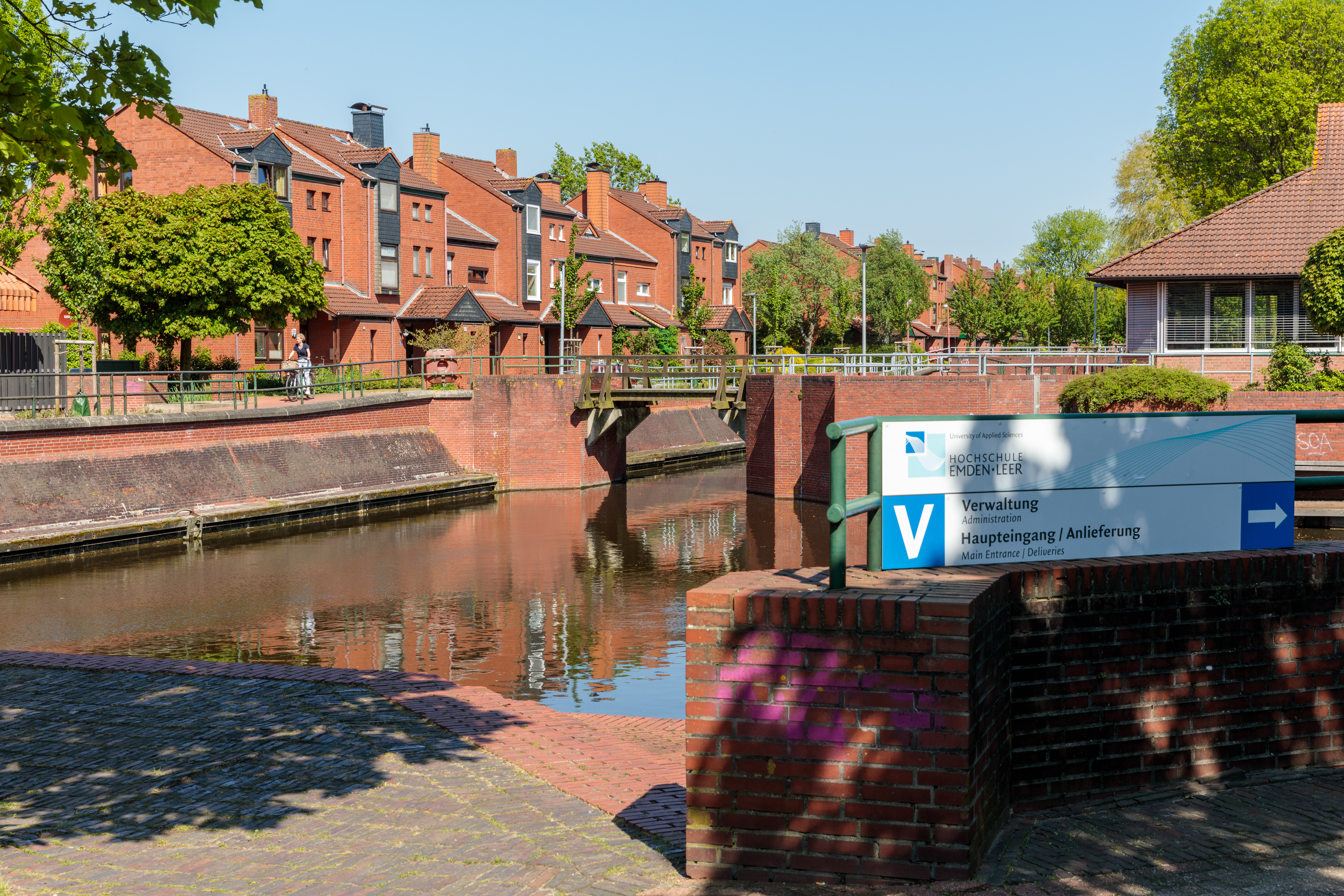
Constantiaplatz in Emden (2023)

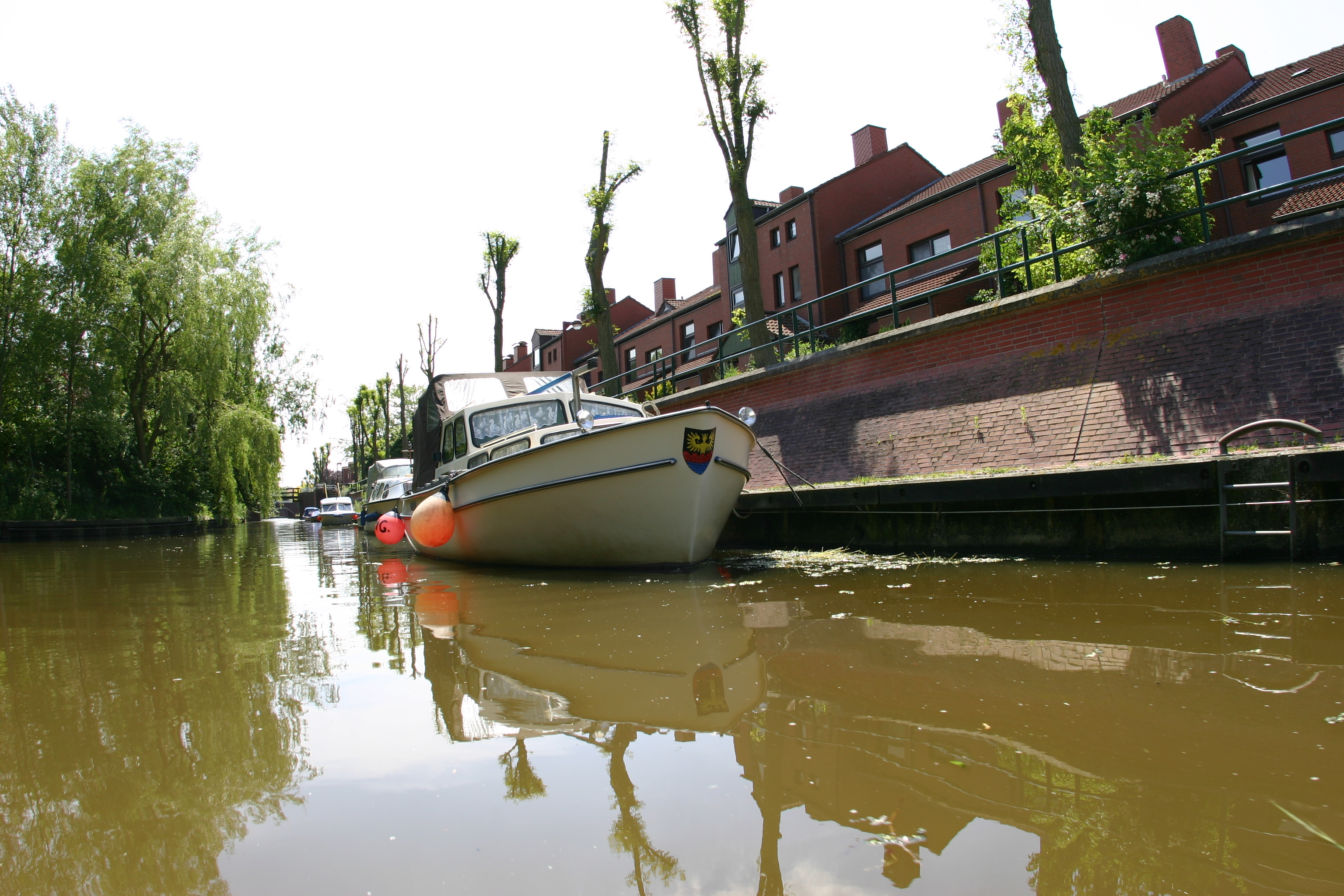
Groote Gracht

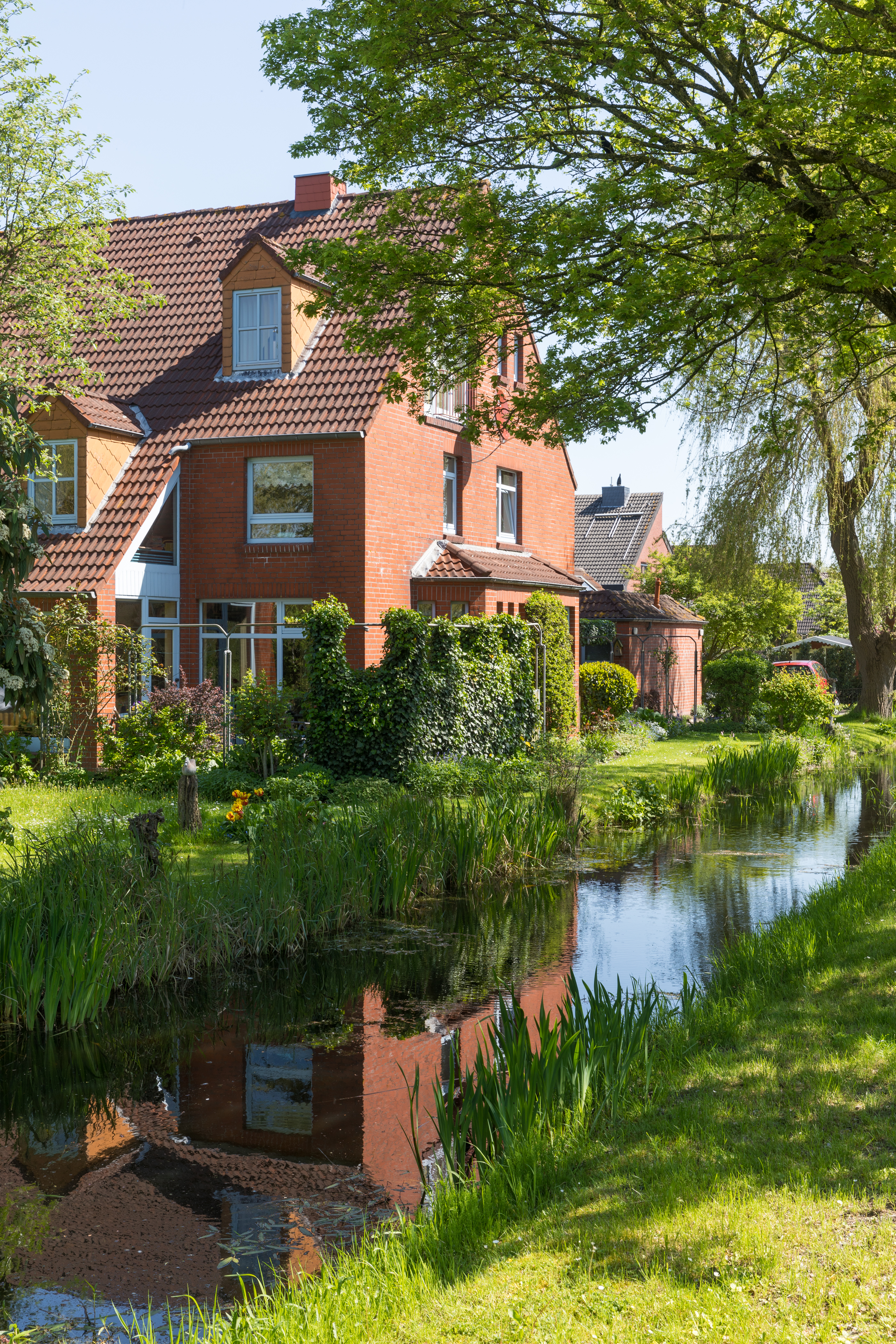
Wassernahes Wohnen in Constantia

Constantia ist der jüngste aller Emder Stadtteile. Das Neubaugebiet entstand in den 1980er-Jahren und wurde nach einem traditionsreichen Bauernhof benannt, der lange in der Nähe des jetzigen Stadtteiles existiert hatte. Bei der Planung für das Viertel entsann sich die Stadt ihrer Wurzeln: Das Neubaugebiet sollte von vielen Grachten durchzogen sein – so, wie die Emder Innenstadt vor den Zerstörungen durch den Zweiten Weltkrieg ausgesehen hatte. Dieser Plan wurde dann auch umgesetzt. Ende Juni 2015 wurden in Constantia 2113 Einwohner gezählt.

## Lage
Constantia grenzt an vier andere Emder Stadtteile. Nördlich von Constantia liegt Conrebbersweg, getrennt durch das Larrelter Tief. Im Westen des Stadtteils, getrennt durch die Bundesautobahn 31, liegt Larrelt. Port Arthur/Transvaal liegt im Süden von Constantia, das Behördenviertel jenseits des Hauptbahnhofs im Osten.

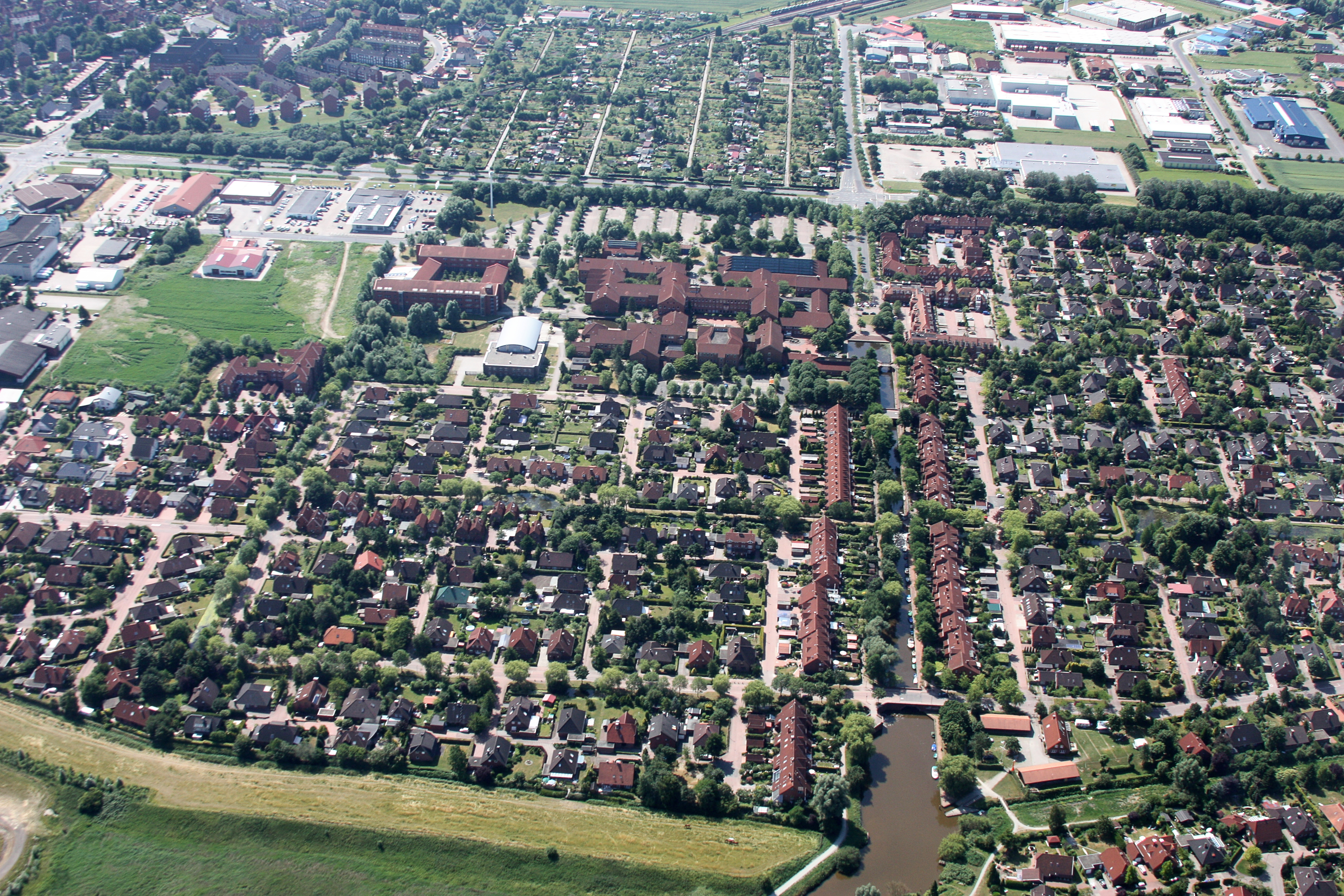
Luftbild des Stadtteils, in der oberen Bildmitte die Hochschule Emden

In Constantia befindet sich der Standort Emden der Hochschule Emden/Leer. Die Hochschule hat hier ihren Sitz. Daher gibt es in dem Stadtteil, in dem Einfamilienhaus- und Reihenhaus-Bebauung vorherrscht, auch ein Studentenwohnheim und eben eine Vielzahl von Gebäuden der Hochschule.

## Geschichte

### Frühe Neuzeit
Um 1577 wurde eine Kanalverbindung zwischen Larrelt und Emden geschaffen, das Larrelter Tief. Es führte von Larrelt zum Emder Stadtgraben und stellte eine Wasserverbindung zwischen dem Vorort und der Stadt her. Durch das Tief konnte die Stadt zudem Wasser aus dem Krummhörner Kanalnetz abzweigen, damit die eigenen Siele genügend Spülwirkung entwickelten, um den Hafen vom regelmäßig anfallenden Schlick zu befreien.
Wie die gesamte ostfriesische Küste war auch der Larrelter Deichabschnitt von der Weihnachtsflut 1717 schwer getroffen worden. Die Deiche mussten schnellstmöglich repariert werden. Dabei kam es 1719 bereits zu einem Laway (Deicharbeiterstreik). Hintergrund waren die schlechten Arbeitsbedingungen, denen sich die Deicharbeiter gegenübersahen. Der Oberdeichgraf Anton Günter von Münnich notierte dazu: 

„Dann, als der Arbeits-Mann gewahr wurde, daß er (1) 15-18 schlechte Thaler auf der Last verdienen mußte, (2) daß die Basen (Deichbauunternehmer) der Schacherey und Intrigues dabey machten und das meiste (vom Lohn) für sich behielten, (3) daß er bey trocken Brod allein nicht wol arbeiten konnte und endlich solcher Kredit auch zu Ende lieff, da lag die meiste oder fast alle Arbeit wieder stille.“

Da die nach der Weihnachtsflut nur notdürftig reparierten Deiche in den Folgejahren wiederum Opfer von Sturmfluten wurden, zogen sich die Arbeiten über mehrere Jahre hin. Zu einem der beiden größten Deicharbeiterstreiks in Ostfriesland kam es 1722, als der nach Wassereinbruch hinter dem Seedeich entstandene Kolk geschlossen werden musste. Um den Kolk schließen zu können, hatte sich die ostfriesischen Landstände 20.000 Gulden in den Niederlanden geliehen. Von diesem Geldzufluss sahen die Deicharbeiter jedoch keinen Lohn, der ihnen noch aus dem Vorjahr zustand, woraufhin sie nach Emden zogen, um sich beim fürstlichen Amtmann Gehör zu verschaffen. Dieser vertröstete die Deicharbeiter aber lediglich. Die Arbeiter zogen daraufhin mit Knüppeln bewaffnet zum Gutshaus des ständischen Administrators, der jedoch nicht anzutreffen war, woraufhin die Deicher wieder abzogen. Ein Trupp Soldaten erschien, sah sich jedoch nicht mehr genötigt einzugreifen und hatte insgeheim ohnehin beschlossen, bei einem Schießbefehl den Deichern über die Köpfe hinweg zu schießen: Die Soldaten hatten selbst 14 Wochen keinen Lohn erhalten. Die Deicharbeiter richteten daraufhin eine Petition an das ostfriesische Grafenhaus, die letztlich von Erfolg gekrönt war. Nachdem der Fürst die Landstände auf die Gefahr von Unruhen hinwies, wurden von den 20.000 Gulden der Anleihe 2000 Gulden für die Begleichung der Ausstände aufgewandt.

### 19. Jahrhundert

Landgewinnung am Dollart und im Emder Stadtgebiet: In den Jahren 1874 sowie 1912–24 wurde die Stadtfläche im Westen Emdens erheblich vergrößert

Die Eindeichung des Kaiser-Wilhelms-Polders im Jahre 1874 verbesserte nicht nur die Sicherung vor Sturmfluten, sondern erbrachte auch neues Ackerland zwischen Emden und Larrelt. Der der Ems abgerungene Boden ermöglichte zudem die spätere Stadterweiterung Emdens in den folgenden Jahrzehnten. Für Larrelt und die westlich davon gelegenen Orte bedeutete die Eindeichung außerdem, dass jetzt eine direkte Landstraßenverbindung nach Emden möglich wurde, die dann auch gebaut wurde.

### 20. Jahrhundert
1950 wurde die Mülldeponie offiziell in Betrieb genommen, die die ältere Deponie am Buschplatz in Friesland ablöste. Genutzt wurde sie jedoch schon seit 1945 zur Lagerung von Trümmerschutt aus dem Krieg.
Der offizielle „Startschuss“ zur Entwicklung Constantias zu einem neuen Stadtteil begann am 26. Mai 1978. An jenem Tag unterzeichneten Emdens Oberbürgermeister Jan Klinkenborg, Oberstadtdirektor Dr. Heinrich Kleinschmidt und Niedersachsens Wissenschaftsminister Eduard Pestel einen Vertrag über den Neubau der Emder Fachhochschule. Sie war bis zu jenem Zeitpunkt in einem mehrgeschossigen Gebäude in Früchteburg untergebracht und sollte nunmehr auf das bislang unbebaute Gebiet im Emder Stadtwesten verlegt werden. In der Vereinbarung zwischen Land und Stadt hieß es: „Das Land errichtet in Emden im Bereich des Kaiser-Wilhelm-Polders an der Larrelter Straße zwischen Ubierstraße und Zweitem Polderweg die erforderlichen Bauten für die Fachhochschule Ostfriesland.“
Festgelegt wurde in der Vereinbarung auch, dass die Fachhochschule nicht „isoliert auf der grünen Wiese“ liegen solle. Die Stadt verpflichtete sich daher gegenüber dem Land, den Schwerpunkt der künftigen Siedlungsentwicklung über mehrere Jahre in die Nähe der Hochschule zu legen. Die Planungen sahen einen Stadtteil für etwa 2500 Menschen vor – ein Wert, der heute (Stand: 2013) nur geringfügig unterschritten wird. Bereits 1978 begannen die Erschließungsarbeiten für das Baugebiet D 91, so der auch über einen längeren Zeitraum verbreitete Begriff in der Emder Bevölkerung für den gesamten neuen Stadtteil. Daneben setzte sich zunächst auch noch der Begriff Grachtenviertel durch, denn in dem neuen Siedlungsgebiet waren von Anbeginn Grachten nicht nur als gestalterische Komponente, sondern auch als Freizeitort (Bootsanlegestellen) eingeplant. Umgesetzt wurde dies vor allem an der Groote Gracht, die mit vielen Anlegestellen versehen ist, während die meisten kleineren Wasserläufe keine Boote aufnehmen können und – im Gegensatz zur Groote Gracht – auch nicht mit dem ostfriesischen Wasserstraßennetz verbunden sind.
Die bauliche Entwicklung Constantias war erst in der ersten Hälfte der 1990er-Jahre im Großen und Ganzen abgeschlossen. Bereits 1982 wurde die Deponie Emden für den Hausmüll geschlossen, um die Belastungen (Verkehr und Geruch) der neuen Bewohner zu begrenzen. Die Stadt führte ihren Müll darauf der Verbrennung außerhalb Emdens zu, lediglich Bauschutt wurde noch bis 2005 angeliefert. Auf dem Gelände ist ein Landschafts- und Erlebnispark entstanden.

## Politik
Bei der Bundestagswahl 2013 wählten die Einwohner der beiden Stimmbezirke Constantias in etwa im Gleichklang mit dem städtischen Durchschnitt, im Bezirk Constantia I jedoch mit klar überdurchschnittlichen Werten für die CDU. Im Bezirk Constantia I erreichten die SPD 45,59 Prozent, die CDU 32,2, die Grünen 8,98, die Linke 4,57 und die FDP 3,05. Im Bezirk Constantia II lagen die SPD bei 46,23 Prozent, die CDU bei 28,25, die Grünen bei 9,35, die Linke bei 5,68 und die FDP bei 2,2. Zum Vergleich: Im gesamten Stadtgebiet erreichte die SPD 48,59, die CDU 25,98, die FDP 3,13, die Grünen 9,15 und die Linken 6,04 Prozent. Auf sonstige Parteien entfielen stadtweit 7,04 Prozent.

## Wirtschaft
Zu Constantia gehören zwei Gewerbegebiete, in einem davon sind auch kleinere Industrieunternehmen zu finden. 
Im Osten des Stadtteils befindet sich ein Gewerbegebiet, das wiederum im Osten vom Emder Hauptbahnhof begrenzt wird. Firmen im Gewerbegebiet Ubierstraße sind unter anderem eine größere Spedition, ein Einkaufszentrum und weitere Märkte.
Im Gewerbegebiet Kaiser-Wilhelm-Polder finden sich unter anderem die folgenden Firmen mit einer größeren zwei- bis dreistelligen Mitarbeiterzahl: Die Ostfriesische Pressedruck ist ein Druckhaus, das dem Norder Verlag SKN (u. a. Ostfriesischer Kurier) angeschlossen ist. Der Tiefkühlkost-Hersteller Costa (zur Apetito-Gruppe) produziert tiefgekühlten Fisch- und Meeresfrüchte-Produkte, während die FRIMA (Friesische Maschinenbau GmbH & Co. KG) und die FUNA Nachrichtentechnik GmbH auf Baumaschinen und Funktechnik spezialisiert sind. Der Baustoff-Großhändler Egbert Wilts ist ebenso ansässig wie der Bushof der Firma Reiter, die von den Stadtwerken Emden mit der Durchführung des städtischen Busverkehrs beauftragt wurden.

## Verkehr
Durch den Stadtteil verläuft die Larrelter Straße, die Teil der in Ost-West-Richtung durch Emden führenden Landesstraße 2 ist. An der Westgrenze Constantias trifft sie an einer Ampelkreuzung auf die A 31, die dort an der Anschlussstelle Emden-West beginnt. Die Larrelter Straße führt südlich am Siedlungsgebiet Constantias vorbei und nördlich des Gewerbegebietes, trennt also diese beiden Gebiete des Stadtteils klar. Die Larrelter Straße ist im betreffenden Abschnitt vierspurig mit getrennten Richtungsfahrstreifen ausgebaut, jedoch ohne Standspur. Auf der Nordseite befindet sich ein getrennter Radweg. Dieser Abschnitt zählt mit etwa 19.000 Kraftfahrzeugen pro Tag (Stand: Beginn der 2000er-Jahre) zu den am stärksten belasteten Straßenabschnitten Emdens. Der Straßenzug Frankenstraße/Ubierstraße, der unter anderem das zweite Gewerbegebiet erschließt, ist mit täglich ungefähr 6500 Kraftfahrzeugen belastet. Neben den genannten Straßen ist die Niedersachsenstraße als Verbindung zwischen dem Hafen und dem Beginn der Bundesautobahn 31 von höherer Bedeutung. Sie wurde in den 2000er-Jahren vierspurig ausgebaut und bildet die westliche Grenze Constantias. Auf der Niedersachsenstraße liegt die Verkehrsbelastung bei ungefähr 10.500 Fahrzeuge täglich. Weite Teile des Siedlungsgebiets sind als Tempo-30-Zonen ausgewiesen.
Constantia wird von der Linie 8 des Stadtverkehrs Emden angebunden.
Sie fährt vom Hauptbahnhof durch Constantia und endet am Abenteuerspielplatz in Constantia-West. Sie fährt täglich stündlich, werktags morgens öfter. 
An der östlichen Grenze des Stadtteils, jedoch außerhalb dessen Gebietes, befindet sich der Emder Hauptbahnhof. Ein Verladebahnhof des Volkswagenwerks Emden bildet zugleich die Grenze zum Nachbarstadtteil Port Arthur/Transvaal.

## Sport und Erholung
In Constantia befinden sich viele Grünflächen. Auf dem Gelände der ehemaligen Mülldeponie der Stadt ist seit 2006 ein Landschaftspark entstanden. Dieser Park bildet die höchste Erhebung Emdens mit Aussichtspunkt in das Umland. Bereits vor der Anlegung des Parks war ein Teil der Deponie durch ein Gehölz vom Stadtteil getrennt. Zu den weiteren Grünflächen in Constantia zählt der Großteil einer Kleingartenanlage, deren Flächen sich teils auch auf dem Gebiet des Nachbarstadtteils Port Arthur/Transvaal befinden. Die Statistikstelle der Stadt Emden teilt das Areal auf beide Stadtteile auf, obschon der Ursprung des Kleingartenbauvereins von 1931 Emden in Port Arthur/Transvaal zu sehen ist: Der Not der Zeit entsprechend, nutzten die Bewohner des Arbeiterviertels die Möglichkeit des Gemüseanbaus in eigener Regie.
Nahe diesem künftigen Landschaftspark befindet sich das Sportgelände des Rasensportvereins (früher: Reichsbahnsportvereins) Emden. Die Abkürzung RSV ist also trotz des Namenswechsels dieselbe geblieben. Sportarten sind in erster Linie Fußball, Handball und Tennis. Außerdem hat der Emder Kanu-Club von 1975 sein Vereinsheim an einer Bucht nahe dem Larrelter Tief errichtet. Der Verein hat etwa 160 Mitglieder, die zumeist Wanderpaddler auf dem ostfriesischen Kanalnetz sind, aber auch auf Ems und Nordsee hinausfahren. Die Jugendabteilung ist zudem im Wildwasserfahren aktiv.